# Orljava
Az Orljava egy folyó Szlavóniában, Horvátországban, a Száva bal oldali mellékfolyója.

## Leírása
Az Orljava a Psunj-hegység északi lábánál ered, átfolyik a Pozsegai-medencén, és a Slavonski Kobaš közelében, a Jelas-mező délnyugati szélén ömlik a Szávába. Hosszúsága 89 km, vízgyűjtő területe 1493,8 km². Fő mellékfolyói a Brzaja, az Emovački-patak, a Glogovac, a Vetovka, a Borinovac és a Longya mind a bal oldalról ömlenek az Orljavába. Az átlagos éves vízhozam (Pleterniceszentmiklós közelében) 6,5 m³/s (a maximum 230 m³/s). Az Orljava az alsó részén szabályozott.
A folyó gazdag halakban és rákokban. Leggyakoribb halfajai a pisztráng, a domolykó, a márna, a sügér, a csuka, a ponty, a compó és a harcsa. A vidra élőhelye. A folyó mentén fekszenek Pozsega, Bresztovác és Lužani települések.